# Przybysławice (województwo wielkopolskie)
Przybysławice – wieś sołecka w Polsce położona w województwie wielkopolskim, w powiecie ostrowskim, w gminie Raszków.
Sąsiaduje z miastem Raszków oraz wsią Pogrzybów, tworząc z nimi zwarty zespół miejscowości. Do Przybysławic można dojechać z Ostrowa Wielkopolskiego autobusami komunikacji miejskiej.
Według danych z 2011 roku wieś liczyła 822 mieszkańców. 

## Historia
Wzmiankowane w 1392 roku jako Przibislavicze. Losy wsi są ściśle związane z dziejami sąsiednich miejscowości, Pogrzybowa i Raszkowa. Przed 1932 rokiem miejscowość położona była w powiecie odolanowskim, w latach 1975-1998 w województwie kaliskim, w latach 1932–1975 i od 1999 w powiecie ostrowskim.

## Zabytki
- Karczma dworska z XIX wieku, kryta czterospadowym dachem,
- Obejmujące część wsi założenie pałacowe Pogrzybów:
  - okazały pałac z połowy XVIII wieku, wybudowany dla Karnkowskich – właścicieli Pogrzybowa, pierwotnie późnobarokowy, około 1848 przebudowany na klasycystyczny,
  - park podworski z kopcem dawnej lodowni.